# Azerbeidzjaans voetbalelftal (vrouwen)
Het Azerbeidzjaans vrouwenvoetbalelftal is een vrouwenvoetbalteam dat uitkomt voor Azerbeidzjan bij internationale wedstrijden, zoals de kwalificatie voor het EK voetbal vrouwen en het WK voetbal vrouwen.

## Prestaties op eindrondes
| Jaar   | Ronde               | WG                  | W                   | G                   | V                   | DV                  | DT                  |
| ------ | ------------------- | ------------------- | ------------------- | ------------------- | ------------------- | ------------------- | ------------------- |
| 1984   | Niet gekwalificeerd | Niet gekwalificeerd | Niet gekwalificeerd | Niet gekwalificeerd | Niet gekwalificeerd | Niet gekwalificeerd | Niet gekwalificeerd |
| 1987   | Niet gekwalificeerd | Niet gekwalificeerd | Niet gekwalificeerd | Niet gekwalificeerd | Niet gekwalificeerd | Niet gekwalificeerd | Niet gekwalificeerd |
| 1989   | Niet gekwalificeerd | Niet gekwalificeerd | Niet gekwalificeerd | Niet gekwalificeerd | Niet gekwalificeerd | Niet gekwalificeerd | Niet gekwalificeerd |
| 1991   | Niet gekwalificeerd | Niet gekwalificeerd | Niet gekwalificeerd | Niet gekwalificeerd | Niet gekwalificeerd | Niet gekwalificeerd | Niet gekwalificeerd |
| 1993   | Niet gekwalificeerd | Niet gekwalificeerd | Niet gekwalificeerd | Niet gekwalificeerd | Niet gekwalificeerd | Niet gekwalificeerd | Niet gekwalificeerd |
| 1995   | Niet gekwalificeerd | Niet gekwalificeerd | Niet gekwalificeerd | Niet gekwalificeerd | Niet gekwalificeerd | Niet gekwalificeerd | Niet gekwalificeerd |
| 1997   | Niet gekwalificeerd | Niet gekwalificeerd | Niet gekwalificeerd | Niet gekwalificeerd | Niet gekwalificeerd | Niet gekwalificeerd | Niet gekwalificeerd |
| 2001   | Niet gekwalificeerd | Niet gekwalificeerd | Niet gekwalificeerd | Niet gekwalificeerd | Niet gekwalificeerd | Niet gekwalificeerd | Niet gekwalificeerd |
| 2005   | Niet gekwalificeerd | Niet gekwalificeerd | Niet gekwalificeerd | Niet gekwalificeerd | Niet gekwalificeerd | Niet gekwalificeerd | Niet gekwalificeerd |
| 2009   | Niet gekwalificeerd | Niet gekwalificeerd | Niet gekwalificeerd | Niet gekwalificeerd | Niet gekwalificeerd | Niet gekwalificeerd | Niet gekwalificeerd |
| 2013   | Niet gekwalificeerd | Niet gekwalificeerd | Niet gekwalificeerd | Niet gekwalificeerd | Niet gekwalificeerd | Niet gekwalificeerd | Niet gekwalificeerd |
| 2017   | Niet gekwalificeerd | Niet gekwalificeerd | Niet gekwalificeerd | Niet gekwalificeerd | Niet gekwalificeerd | Niet gekwalificeerd | Niet gekwalificeerd |
| Totaal | 0/12                | 0                   | 0                   | 0                   | 0                   | 0                   | 0                   |

| Jaar   | Ronde               | WG                  | W                   | G                   | V                   | DV                  | DT                  |
| ------ | ------------------- | ------------------- | ------------------- | ------------------- | ------------------- | ------------------- | ------------------- |
| 1991   | Niet gekwalificeerd | Niet gekwalificeerd | Niet gekwalificeerd | Niet gekwalificeerd | Niet gekwalificeerd | Niet gekwalificeerd | Niet gekwalificeerd |
| 1995   | Niet gekwalificeerd | Niet gekwalificeerd | Niet gekwalificeerd | Niet gekwalificeerd | Niet gekwalificeerd | Niet gekwalificeerd | Niet gekwalificeerd |
| 1999   | Niet gekwalificeerd | Niet gekwalificeerd | Niet gekwalificeerd | Niet gekwalificeerd | Niet gekwalificeerd | Niet gekwalificeerd | Niet gekwalificeerd |
| 2003   | Niet gekwalificeerd | Niet gekwalificeerd | Niet gekwalificeerd | Niet gekwalificeerd | Niet gekwalificeerd | Niet gekwalificeerd | Niet gekwalificeerd |
| 2007   | Niet gekwalificeerd | Niet gekwalificeerd | Niet gekwalificeerd | Niet gekwalificeerd | Niet gekwalificeerd | Niet gekwalificeerd | Niet gekwalificeerd |
| 2011   | Niet gekwalificeerd | Niet gekwalificeerd | Niet gekwalificeerd | Niet gekwalificeerd | Niet gekwalificeerd | Niet gekwalificeerd | Niet gekwalificeerd |
| 2015   | Niet gekwalificeerd | Niet gekwalificeerd | Niet gekwalificeerd | Niet gekwalificeerd | Niet gekwalificeerd | Niet gekwalificeerd | Niet gekwalificeerd |
| 2019   | Niet gekwalificeerd | Niet gekwalificeerd | Niet gekwalificeerd | Niet gekwalificeerd | Niet gekwalificeerd | Niet gekwalificeerd | Niet gekwalificeerd |
| Totaal | 0/6                 | 0                   | 0                   | 0                   | 0                   | 0                   | 0                   |

| Jaar   | Ronde               | WG                  | W                   | G                   | V                   | DV                  | DT                  |
| ------ | ------------------- | ------------------- | ------------------- | ------------------- | ------------------- | ------------------- | ------------------- |
| 1996   | Niet gekwalificeerd | Niet gekwalificeerd | Niet gekwalificeerd | Niet gekwalificeerd | Niet gekwalificeerd | Niet gekwalificeerd | Niet gekwalificeerd |
| 2000   | Niet gekwalificeerd | Niet gekwalificeerd | Niet gekwalificeerd | Niet gekwalificeerd | Niet gekwalificeerd | Niet gekwalificeerd | Niet gekwalificeerd |
| 2004   | Niet gekwalificeerd | Niet gekwalificeerd | Niet gekwalificeerd | Niet gekwalificeerd | Niet gekwalificeerd | Niet gekwalificeerd | Niet gekwalificeerd |
| 2008   | Niet gekwalificeerd | Niet gekwalificeerd | Niet gekwalificeerd | Niet gekwalificeerd | Niet gekwalificeerd | Niet gekwalificeerd | Niet gekwalificeerd |
| 2012   | Niet gekwalificeerd | Niet gekwalificeerd | Niet gekwalificeerd | Niet gekwalificeerd | Niet gekwalificeerd | Niet gekwalificeerd | Niet gekwalificeerd |
| 2016   | Niet gekwalificeerd | Niet gekwalificeerd | Niet gekwalificeerd | Niet gekwalificeerd | Niet gekwalificeerd | Niet gekwalificeerd | Niet gekwalificeerd |
| 2020   | Niet gekwalificeerd | Niet gekwalificeerd | Niet gekwalificeerd | Niet gekwalificeerd | Niet gekwalificeerd | Niet gekwalificeerd | Niet gekwalificeerd |
| Totaal | 0/7                 | 0                   | 0                   | 0                   | 0                   | 0                   | 0                   |

## FIFA-wereldranglijst
| 2006 | 2007 | 2008 | 2009 | 2010 | 2011 | 2017 | 2018 | 2019 | 2020 |
| ---- | ---- | ---- | ---- | ---- | ---- | ---- | ---- | ---- | ---- |
| 79   | 70   | 64   | 58   | 74   | 71   | 65   | 69   | 75   | 72   |

## Statistieken
- Bijgewerkt tot en met de oefeninterland tegen  Verenigde Arabische Emiraten (2–0) op 23 februari 2022.

### Tegenstanders
| Tegenstander                 | Wed. | W | G | V | DV | DT | DS  | Details |
| ---------------------------- | ---- | - | - | - | -- | -- | --- | ------- |
| Bahrein                      | 1    | 1 | 0 | 0 | 4  | 0  | +4  | details |
| België                       | 2    | 0 | 1 | 1 | 0  | 11 | –11 | details |
| Bosnië en Herzegovina        | 1    | 0 | 1 | 0 | 0  | 0  | 0   | details |
| Bulgarije                    | 2    | 1 | 0 | 1 | 1  | 3  | –2  | details |
| Cyprus                       | 1    | 0 | 0 | 1 | 0  | 1  | –1  | details |
| Denemarken                   | 1    | 0 | 0 | 1 | 0  | 8  | –8  | details |
| Estland                      | 2    | 1 | 1 | 0 | 3  | 2  | +1  | details |
| Georgië                      | 3    | 0 | 2 | 1 | 4  | 5  | –1  | details |
| Kazachstan                   | 2    | 2 | 0 | 0 | 5  | 2  | +3  | details |
| Litouwen                     | 2    | 0 | 2 | 0 | 0  | 0  | 0   | details |
| Malta                        | 3    | 0 | 1 | 2 | 2  | 4  | –2  | details |
| Moldavië                     | 2    | 1 | 0 | 1 | 2  | 3  | –1  | details |
| Montenegro                   | 2    | 1 | 0 | 1 | 1  | 2  | –1  | details |
| Noord-Macedonië              | 1    | 1 | 0 | 0 | 4  | 0  | +4  | details |
| Polen                        | 2    | 0 | 0 | 2 | 0  | 8  | –8  | details |
| Roemenië                     | 1    | 0 | 0 | 1 | 1  | 4  | –3  | details |
| Rusland                      | 2    | 0 | 0 | 2 | 0  | 6  | –6  | details |
| Spanje                       | 2    | 0 | 0 | 2 | 0  | 17 | –17 | details |
| Tsjechië                     | 4    | 0 | 0 | 4 | 0  | 20 | –20 | details |
| Turkije                      | 2    | 0 | 0 | 2 | 2  | 5  | –3  | details |
| Verenigde Arabische Emiraten | 5    | 5 | 0 | 0 | 15 | 3  | +12 | details |
| Wales                        | 2    | 1 | 0 | 1 | 2  | 16 | –14 | details |
| Zweden                       | 2    | 0 | 0 | 2 | 0  | 20 | –20 | details |